# Ирис ложноаировый
И́рис ложноаи́ровый (также ирис жёлтый, ирис боло́тный, ирис водяно́й, ирис аирови́дный; лат. Íris pseudácorus) — многолетнее прибрежное травянистое растение рода Ирис (Iris) семейства Ирисовые (Iridaceae).

## Названия
Толковый словарь В. И. Даля приводит для ириса ложноаирового такие русские названия, как касатик, лепешник, чикан, петушки, дикий тюльпан (с вопросительным знаком), а также ир, аир (с пометкой: ошибочно). По мнению Даля, название чикан характерно для Тамбовской губернии.
Энциклопедический словарь Брокгауза и Ефрона утверждает, что в Малороссии жёлтый водяной касатик иногда называют ужачки. Известен также под названиями касатик жёлтый и касатик ложноаировый.

## Ботаническое описание

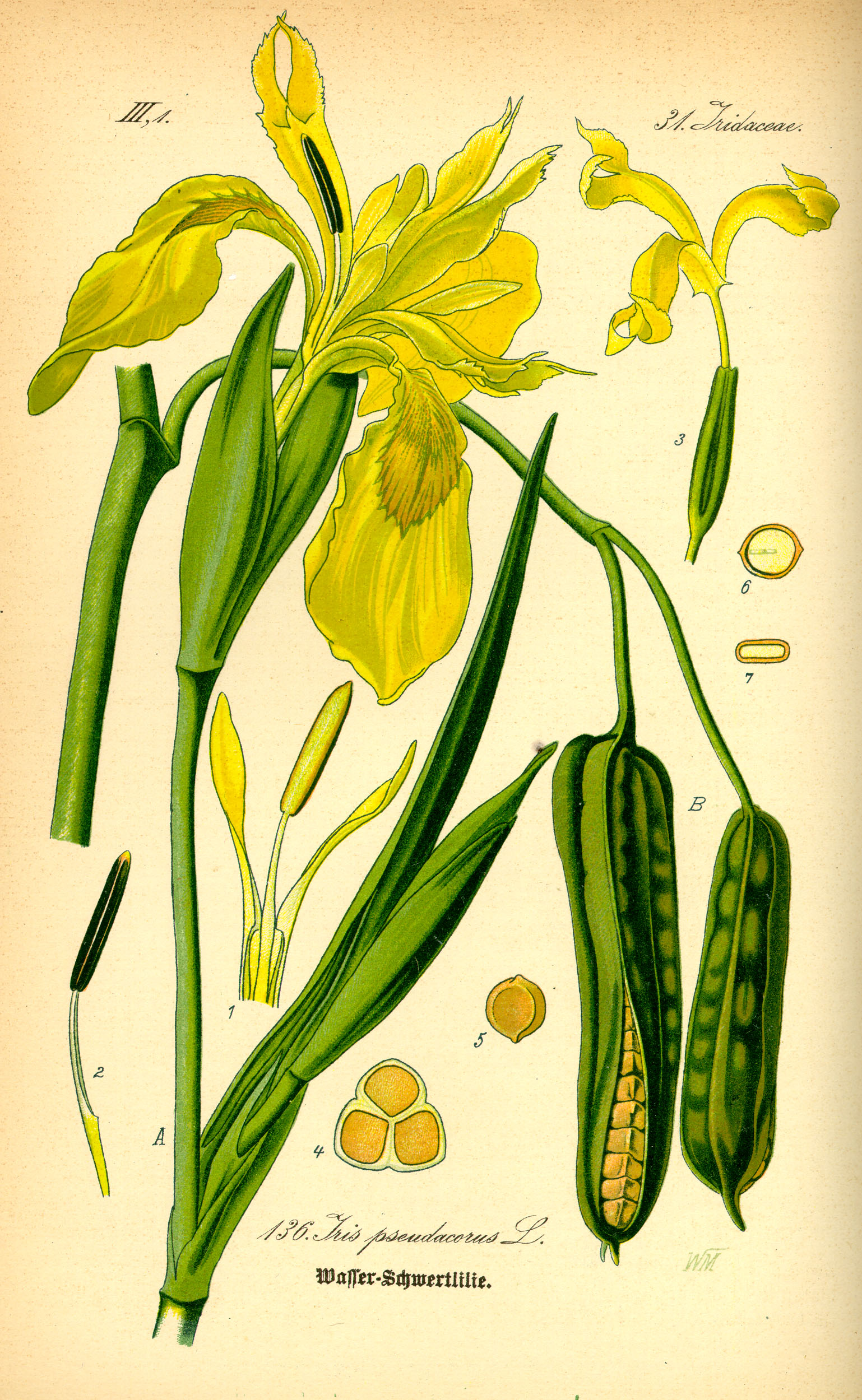

Многолетнее травянистое растение высотой 75—160 см.
Корневище ветвистое, толстое (до 2 см в диаметре), ползучее.
Стебель плотный, в верхней части ветвистый.
Листья зелёные, мечевидные, широколинейные (нижние до 20 мм шириной, верхние меньших размеров) с ясно заметной средней жилкой.
Цветки правильные, собраны пучками по три—восемь на концах разветвлённого стебля. Цветоносы длинные и толстые. Три наружные доли околоцветника отклонены книзу. Пластинка их яйцевидная, при основании сразу суженная в короткий ноготок, светло- или ярко-жёлтая, посередине с оранжевым пятном и пурпурными жилками. Внутренние доли околоцветника маленькие, линейные, прямостоячие, короче и у́же столбика. Нити тычинок кремового цвета. Столбик короткий, с тремя лепестковидными двулопастными, наверху зубчатыми долями. Цветёт в июне — августе.
Плод — тупотрёхгранная продолговато-овальная коробочка с коротким носиком (3—7 мм длиной) на верхушке. Семена сжатые, блестящие. Плоды созревают в августе.
Число хромосом 2n = 34.

## Распространение и экология
Основной ареал включает в себя Африку (Алжир, Марокко, Мадейру и Канарские острова), всю Европу (кроме северных районов), Западную Азию и Закавказье. К началу XXI века натурализовался почти повсеместно.
Распространён в европейской части России (за исключением северотаёжных и арктических районов), Западной Сибири, предгорьях Кавказа.
В качестве заносного, произрастает в Индии, в Корее, в Японии, на юго-востоке Аргентины, в США и Канаде.
Растёт по болотам, на мелководьях и по сырым берегам рек и озёр, на обводнённых болотистых лугах, где иногда образует небольшие по площади чистые заросли.

## Растительное сырьё
В корневищах содержится эфирное (ирисовое) масло (0,1—0,3 %), самой ценной частью которого является кетон ирон, придающий маслу запах фиалок. Кроме ирона, аромат эфирному маслу придают следы бензальдегида, линалоола, гераниола и др. В состав масла входят также кислоты: миристиновая, бензойная, ундециловая, тридециловая, их метиловые эфиры, бензойный, м-дециловый, нониловый и уксусный альдегиды, фурфурол, следы фенола, кетон с мятным запахом. Кроме эфирного масла, в корневищах найдены изофлавоновый гликозид иридин, крахмал (57 %), жирное масло (9,6 %), дубильные вещества, органические кислоты, слизь, смолистые вещества. В листьях содержится аскорбиновая кислота (0,23 %), аминокислоты.
Наиболее богаты эфирным маслом корневища ириса ложноаирового, собранного весной. В этот период содержание ирона в них достигает 42 %.

## Хозяйственное значение и применение
Свежевыкопанные корневища имеют травянистый запах, и лишь при медленной сушке появляется приятный фиалковый аромат, поэтому его называют «фиалковым корнем» (применяемым в кондитерском производстве, а также в качестве ароматического сырья для ликёров, вин и других напитков).
Эфирное масло ириса широко используется в парфюмерии.
Касатик обладает отхаркивающим действием, улучшает вкус лекарств. Спиртово-водный экстракт корневища в разведении 1:300 тормозит развитие туберкулёзной палочки. Корневища входят в состав грудного сбора, используемого внутрь в виде отвара, наружно — в виде присыпок; входят в состав зубных порошков, пластырей.
В народной медицине касатик жёлтый использовали при пневмонии, ангинах, отёках, а также для лечения инфицированных ран, язв, свищей и для удаления веснушек. Сок корней прежде употребляли наружно от зубной боли, от золотушных опухолей, a внутрь от водяной и эпилепсии. Корень прежде употребляли при поносе.
Внимание: имеются подозрения на ядовитость корневищ и цветков в свежем виде.
Касатик ложноаировый декоративен, издавна широко используется в посадках, окаймляющих водоёмы; в условиях культуры может расти и в местах с весьма умеренным увлажнением.
Растения пригодны для дубления кож, которым придают жёлтый цвет. Корневища и цветки, настоянные на уксусе, окрашивают шерсть в жёлтый цвет.
Растение интересно тем, что, как и тростник, значительно уменьшает загрязнённость воды органическими веществами.
Касатик жёлтый — хороший медонос. Продуктивность нектара одним цветком при благоприятной погоде может составить 15—20 мг на цветок. В нектаре содержится до 50% сахаров.
Семена составляют суррогат кофе.

## Таксономия
Вид ирис ложноаировый входит в род Ирис (Iris) семейства Ирисовые (Iridaceae) порядка Спаржецветные (Asparagales).
|  |                                      |  |                                                             |                                                             |                    |  | ещё 24 семейства (согласно Системе APG II) | ещё 24 семейства (согласно Системе APG II) |                                        |  |  |  | ещё около 400 видов |
|  |                                      |  |                                                             |                                                             |                    |  | ещё 24 семейства (согласно Системе APG II) | ещё 24 семейства (согласно Системе APG II) |                                        |  |  |  | ещё около 400 видов |
|  |                                      |  |                                                             | порядок Спаржецветные                                       |                    |  |                                            |                                            | род Ирис                               |  |  |  |                     |
|  |                                      |  |                                                             | порядок Спаржецветные                                       |                    |  |                                            |                                            | род Ирис                               |  |  |  |                     |
|  | отдел Цветковые, или Покрытосеменные |  |                                                             |                                                             | семейство Ирисовые |  |                                            |                                            | вид Ирис ложноаировый                  |  |  |  |                     |
|  | отдел Цветковые, или Покрытосеменные |  |                                                             |                                                             | семейство Ирисовые |  |                                            |                                            |                                        |  |  |  |                     |
|  |                                      |  | ещё 44 порядка цветковых растений (согласно Системе APG II) | ещё 44 порядка цветковых растений (согласно Системе APG II) |                    |  |                                            | ещё 70 родов (согласно Системе APG II)     | ещё 70 родов (согласно Системе APG II) |  |  |  |                     |
|  |                                      |  |                                                             | ещё 44 порядка цветковых растений (согласно Системе APG II) |                    |  |                                            |                                            | ещё 70 родов (согласно Системе APG II) |  |  |  |                     |

### Синонимы
По данным The Plant List на 2013 год, в синонимику вида входят:
- Acorus adulterinus Garsault, nom. inval.
- Iris acoriformis Boreau
- Iris acoroides Spach
- Iris bastardii Boreau
- Iris curtopetala F.Delaroche
- Iris curtopetala F.Delaroche ex Redouté
- Iris flava Tornab.
- Iris lutea Lam.
- Iris pallidior Hill
- Iris paludosa Pers.
- Iris palustris Gaterau, nom. illeg.
- Iris palustris Moench, nom. illeg.
- Iris sativa Mill.
- Limnirion pseudacorus (L.) Opiz
- Limniris pseudacorus (L.) Fuss
- Moraea candolleana Spreng.
- Pseudo-iris palustris Medik.
- Vieusseuxia iridioides F.Delaroche, nom. inval.
- Xiphion acoroides (Spach) Alef.
- Xiphion pseudacorus (L.) Schrank
- Xyridion acoroideum (Spach) Klatt
- Xyridion pseudacorus (L.) Klatt

|                                                  |  |  |
| Слева направо. Цветок. Зреющие коробочки. Семена |  |  |